# 若宮神社 (南伊豆町湊)
若宮神社（わかみやじんじゃ）は、静岡県賀茂郡南伊豆町湊（みなと）にある神社。

## 概要
南伊豆町の南東、青野川東岸である湊(みなと)地区の中央、弓ヶ浜に至る手前の県道120号東脇に鎮座している。
創建は不詳だが、竹麻神社（たかま(つくまの)じんじゃ）三座中の一座（祭神は三嶋大明神の子・物忌奈命）に比定され、現在地には建久3年（1192年）に遷座してきたとされる。

## 祭神
- 物忌奈命（ものいみなのみこと）